# 弗朗西斯科·罗德里格斯 (拳击运动员)
弗朗西斯科·罗德里格斯（西班牙語：Francisco Rodríguez，1945年9月20日—2024年4月23日），委内瑞拉男子拳击运动员。他曾代表委内瑞拉参加1968年和1972年夏季奥林匹克运动会拳击比赛，其中1968年奥运会获得一枚金牌。